# 8973 Pratincola
8973 Pratincola (3297 T-2) là một tiểu hành tinh vành đai chính được phát hiện ngày 30 tháng 9 năm 1973, bởi Cornelis Johannes van Houten, Ingrid van Houten-Groeneveld và Tom Gehrels ở Đài thiên văn Palomar.
Nó được đặt theo tên the wading bird glareola pratincola, or collared pratincole.